# Анаперо малий
Анапе́ро малий (Chordeiles acutipennis) — вид дрімлюгоподібних птахів родини дрімлюгових (Caprimulgidae). Мешкає в Америці.

## Опис
Довжина птаха становить 19-23 см, вага 34-64 г. Верхня частина тіла і груди темно-коричневі або сіро-коричневі, поцятковані світлими смужками. Горло і самців біле, самиць охристе. Крила чорнуваті зі смугою, помітною в польоті, у самців вона біла, у самиць охриста. У самців на хвості є біла смуга. 

## Підвиди
Виділяють сім підвидів:

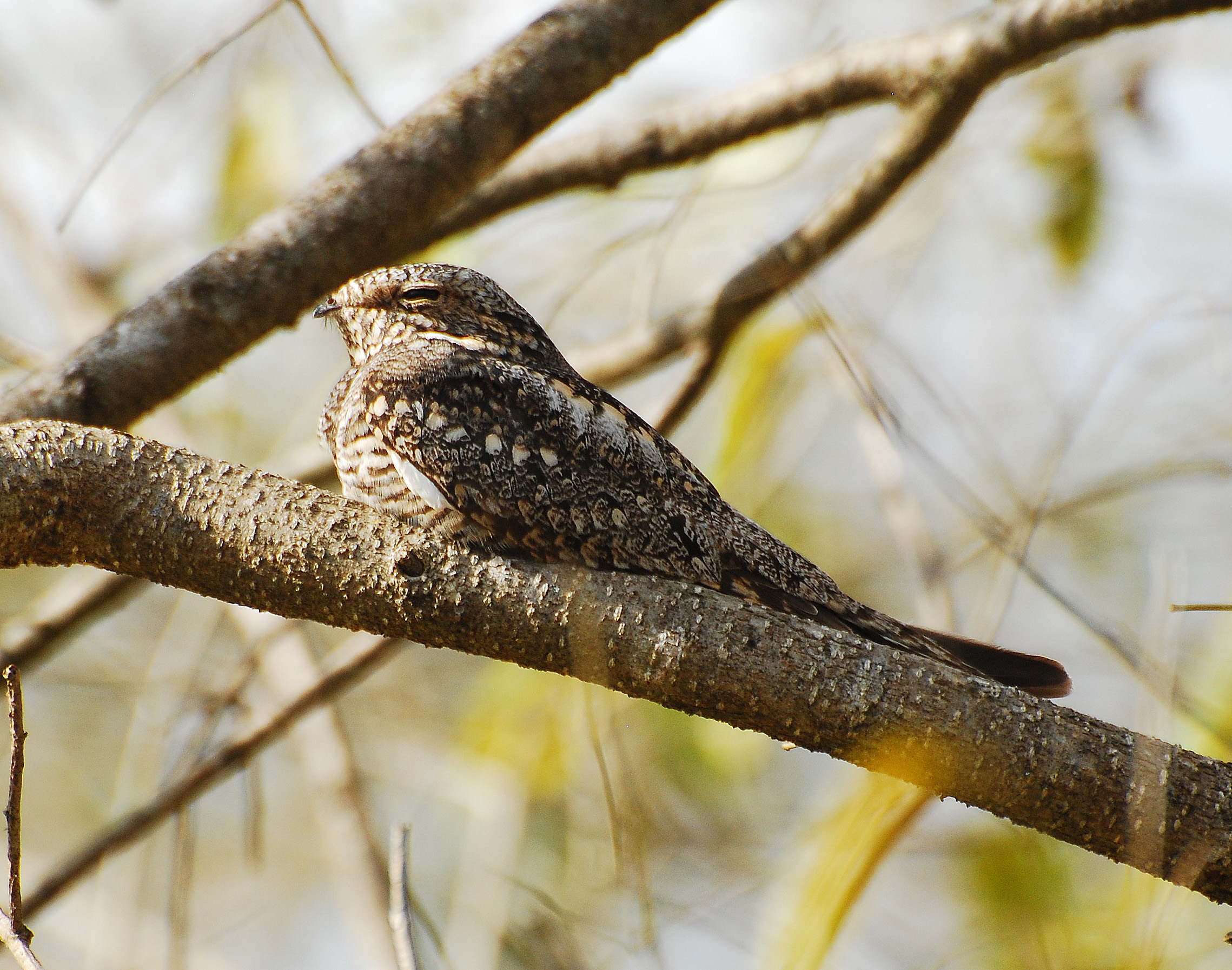
Малий анаперо

- C. a. texensis Lawrence, 1857 — від південного заходу США до центральної Мексики. Зимують на півночі Колумбії;
- C. a. littoralis Brodkorb, 1940 — від південної Мексики до Коста-Рики;
- C. a. micromeris Oberholser, 1914 — південь півострова Юкатан і Беліз. Зимують в Панамі;
- C. a. acutipennis (Hermann, 1783) — Колумбія, Венесуела, Гвіана, Тринідад і Тобаго, Бразилія, північна Болівія і Парагвай;
- C. a. crissalis Miller, AH, 1959 — верхня течія річки Магдалена (Уїла);
- C. a. aequatorialis Chapman, 1923 — тихоокеанське узбережжя Колумбії, Еквадору і північно-західного Перу;
- C. a. exilis (Lesson, R, 1839) — західне узбережжя Перу і північного Чилі (Аріка).

## Поширення і екологія
Малі анаперо поширені від Каліфорнії, Невади і Юти до півночі Чилі і Аргентини. Вони живуть в сухих і високогірних чагарникових заростях, на луках, в мангрових лісах, в рідколіссях, саванах, напівпустелях і пустелях. Зустрічаються на висоті до 1200 м над рівнем моря. Північні популяції взимку мігрують на південь. Малі анаперо ведуть присмерковий і нічний спосіб життя. Живляться комахами, яких ловлять в польоті. Сезон розмноження в США триває з квінця квітня по серпень, в Мексиці з травня по серпень, в Сальвадорі з кінця квітня по червень, в Коста-Риці з березня по липень.